# Tuyên ngôn Nhân quyền và Dân quyền

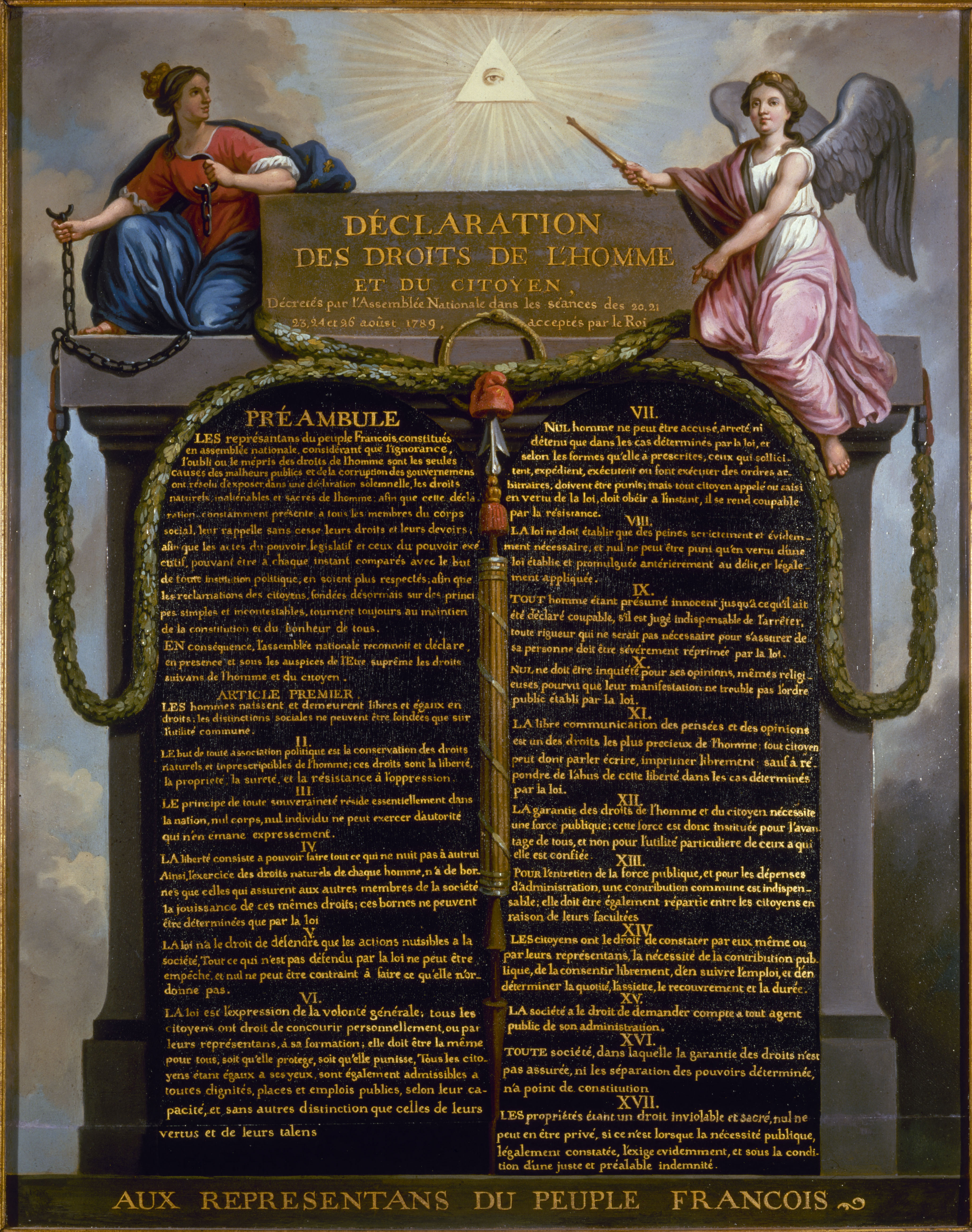
Tuyên ngôn Nhân quyền và Dân quyền: Chủ nghĩa yêu nước cách mạng mượn biểu tượng của Mười điều răn.

Tuyên ngôn Nhân quyền và Dân quyền (tiếng Pháp: Déclaration des droits de l'Homme et du citoyen) là văn bản nền tảng của Cách mạng Pháp, trong đó quy định các quyền cá nhân và quyền tập thể của tất cả các giai cấp là bình đẳng. Chịu ảnh hưởng bởi học thuyết các quyền tự nhiên, các quyền con người là bình đẳng: có giá trị tại mọi thời điểm và tại mọi không gian, gắn với bản chất con người. Dù văn bản này thiết lập các quyền cơ bản cho tất cả công dân Pháp và tất cả con người không ngoại lệ, nó không hề để cập đến vị trí của phụ nữ cũng như nô lệ; dù vậy, nó vẫn là tiền thân của các phương thức nhân quyền quốc tế.
Được chấp thuận bởi Quốc hội Pháp, năm 1789
Những người đại diện cho Nhân Dân Pháp, được tổ chức thành một Quốc hội, tin rằng sự thiếu hiểu biết, hờ hững hoặc coi thường những quyền của con người chính là nguyên nhân duy nhất dẫn đến những tai họa của cộng đồng, và dẫn đến sự thối nát của các chính quyền, đã quyết định xác lập – trong một tuyên ngôn chính thức – các quyền tự nhiên, không thể chuyển nhượng và bất khả xâm phạm của con người, để bản tuyên ngôn này, xuất hiện thường xuyên trước tất cả các thành viên của xã hội, liên tục nhắc nhở họ về quyền và nghĩa vụ của họ, để hoạt động của quyền lập pháp, cũng như hành động của quyền hành pháp, có thể được so sánh mọi lúc với các mục tiêu và chủ đích của toàn bộ thể chế chính trị, và như thế sẽ tôn trọng các mục tiêu và chủ đích đó hơn, và cuối cùng, để những đòi hỏi của các công dân, dựa trên các nguyên tắc đơn giản và không thể chối cãi sau đây, sẽ luôn hướng tới duy trì Hiến pháp và góp phần tạo hạnh phúc cho tất cả mọi người. Và như thế, Quốc hội công nhận và tuyên bố, trong sự hiện diện và dưới sự che chở của Đấng Tối cao, những quyền sau đây của con người và của công dân:
Các điều khoản
1. Người ta sinh ra tự do và bình đẳng về quyền lợi, và phải luôn luôn được tự do và bình đẳng về quyền lợi. Sự phân biệt xã hội chỉ được phép thành lập trên cơ sở nó đem lại lợi ích chung cho cả cộng đồng.
2. Mục đích của tất cả các tổ chức chính trị là bảo vệ các quyền tự nhiên và bất khả xâm phạm của con người. Những quyền này là tự do, sở hữu tài sản, an ninh và chống lại sự áp bức.
3. Các nguyên tắc chủ quyền có nguồn gốc từ Quốc gia. Không một tổ chức hoặc cá nhân nào có thể thực hiện quyền mà không xuất phát từ nguyên tắc đó.
4. Tự do bao gồm khả năng làm bất cứ điều gì mà không gây hại cho người khác. Như thế, việc thực hiện các quyền tự nhiên của mỗi cá nhân chỉ bị giới hạn sao cho các cá nhân khác trong xã hội cũng được hưởng những quyền tương tự. Những giới hạn này được quy định duy nhất bằng luật pháp.
5. Luật chỉ có quyền cấm những hành vi gây bất lợi cho xã hội. Bất cứ hành vi nào không bị pháp luật cấm thì cũng không được phép ngăn cản, và không ai bị bắt buộc phải làm điều mà pháp luật không yêu cầu.
6. Luật pháp phải thể hiện mong ước chung của cộng đồng. Tất cả các công dân đều có quyền đóng góp, trực tiếp hay qua đại diện của họ, để tạo ra luật pháp. Luật pháp phải giống nhau với mọi đối tượng, cho dù nó bảo vệ hay trừng phạt. Tất cả các công dân, bình đẳng trước con mắt của luật pháp, phải có quyền ngang nhau trong việc tham gia vào tất cả các văn phòng quan trọng, các vị trí và chức vụ công, theo khả năng của họ và không có gì phân biệt ngoại trừ phẩm chất và tài năng.
7. Không ai có thể bị truy tố, bắt giữ hay giam cầm ngoại trừ trường hợp được quyết định bởi pháp luật, tuân thủ theo nguyên tắc mà pháp luật đã quy định. Những người theo đuổi, phát tán, thực thi hoặc gây áp lực thực thi các mệnh lệnh tùy tiện phải bị trừng phạt; nhưng bất kỳ công dân nào được gọi, bị bắt giữ theo quy đinh pháp luật, phải tuân thủ ngay tức khắc; anh / chị ta sẽ bị coi là có tội nếu chống lại.
8. Luật pháp chỉ được phép đưa ra những hình phạt cần thiết thực sự và không thể tranh cãi; và không ai bị trừng phạt nếu không có một điều luật đã được thành lập và công bố trước khi người đó phạm tội, và có thể áp dụng hợp pháp.
9. Bởi vì mọi con người đều được coi là vô tội cho tới khi anh / chị ta bị tuyên bố có tội, nên khi cần thiết phải bắt giữ, mọi hành vi sử dụng vũ lực quá mức tốit thiểu cần thiết để bắt và giam giữ người đó sẽ bị xử lý thích đáng.
10. Không ai bị đối xử tàn tệ vì quan điểm của người đó, ngay cả các quan điểm tôn giáo, miễn là việc trình bày các quan điểm đó không gây ra đổ vỡ hòa bình được thiết lập bởi luật pháp.
11. Tự do trao đổi suy nghĩ và ý kiến là một trong những quyền quý giá nhất của con người. Vì thế, bất kỳ công dân nào cũng có thể nói, viết và công bố tự do; tuy nhiên, họ sẽ chịu trách nhiệm nếu lạm dụng quyền tự do này theo quy định của pháp luật.
12. Đảm bảo các quyền con người và của công dân cần tới các lực lượng công [cảnh sát, quân đội v.v..]. Những lực lượng này, do đó, được thành lập để phục vụ mục đích chung, và không phải để sử dụng riêng cho mục đích của những người mà công chúng tín nhiệm giao phó quyền lãnh đạo lực lượng.
13. Để duy trì các lực lượng công, và để chi trả chi phí quản lý, một [hệ thống] thuế chung là điều cần thiết. Thuế phải được chia sẻ một cách tương tự theo đầu các công dân, với tỷ lệ tương ứng với khả năng của họ.
14. Mọi công dân đều có quyền, tự mình hoặc qua đại diện của mình, kiểm tra tính cần thiết của thuế công. Họ cũng có quyền tự do chấp nhận thuế, giám sát thuế được sử dụng như thế nào, và quyết định mức thuế, các điều khoản cơ bản để đánh giá và thu thuế, cũng như khoảng thời gian mà mức thuế có hiệu lực.
15. Xã hội có quyền yêu cầu công chức giải thích rõ công việc quản lý và giám sát của mình.
16. Bất kỳ xã hội nào mà các quyền [của con người và của công dân] này không được đảm bảo, và sự tản quyền không được thực hiện, sẽ không có Hiến pháp.
17. Tài sản, là một quyền thiêng liêng và không thể xâm phạm, không ai có thể bị tước đoạt tài sản; ngoại trừ điều đó là cần thiết cho cộng đồng, được điều tra hợp pháp, rõ ràng cần thiết, và bồi thường công bằng và đưa trước đã được trả cho người có tài sản bị tước đoạt.